# 戴姆勒賓士DB 601發動機
戴姆勒賓士DB 601活塞發動機，是納粹德國在二次世界大戰時期最重要的發動機之一，由戴姆勒賓士開發製造。
DB 601是倒V型12汽缸的液冷式發動機，由DB 600改良而來，於1935年首次進行試車。第一種量產型為DB 601A，使用在Bf 109與Bf 110戰鬥機和He 111轟炸機上面。

## 諸元
| DB 601A      |                     |
| 汽缸內徑     | 154毫米             |
| 行程         | 160毫米             |
| 汽缸容量     | 35.7公升            |
| 壓縮比       | 6.9：1              |
| 減速齒輪比   | 14到9               |
| 燃料種類     | B4燃料，辛烷值87    |
| 最大比耗油量 | 0.267公斤/馬力/小時 |
| 重量         | 620公斤             |
| 海平面輸出   | 1175匹馬力          |
| 一般輸出     | 1100匹馬力          |
| 巡航飛行輸出 | 795匹馬力           |